# Cucumber Castle (film)
Cucumber Castle è un film per la televisione del 1970 diretto da Hugh Gladwish.
È una commedia musicale britannica con Barry Gibb, Maurice Gibb e Ginger Baker. Il film alterna sketch comici con canzoni dei Bee Gees, esibizioni di Lulu e Blind Faith e altre varie apparizioni.

## Trama
Due eredi, il principe Frederick e suo fratello, il principe Marmaduke, stanno per ereditare il regno dal padre morente. Sul suo letto di morte, il re divide il suo regno in due, il regno di Jelly e il regno di Cucumbers. Prima che il re muoia, il principe Frederick si dichiara il "re di Cucumbers" e Marmaduke diventa il "re di Jelly".

## Produzione
Il film, diretto da Hugh Gladwish su una sceneggiatura di Barry Gibb e Maurice Gibb, fu prodotto da Mike Mansfield per la Robert Stigwood Organization.

## Distribuzione
Il film fu trasmesso nel Regno Unito il 26 dicembre 1970 con il titolo Cucumber Castle sulla rete televisiva BBC One.